# Kroyeria caseyi
Kroyeria caseyi is een eenoogkreeftjessoort uit de familie van de Kroyeriidae. De wetenschappelijke naam van de soort is voor het eerst geldig gepubliceerd in 1986 door Benz & Deets.